# Eid ul-Fitr
 Der er for få eller ingen kildehenvisninger i denne artikel, hvilket er et problem. Du kan hjælpe ved at angive troværdige kilder til de påstande, som fremføres i artiklen.

Eid ul-Fitr (arabisk: عيد الفطر) er en af de to typer af islamiske Eid-fester. Den er også kendt som Den Lille Fest, og den markerer afslutningen på fastemåneden Ramadan. Den ligger på første dag i Shawwâl, den tiende måned i den islamiske kalender. I denne periode anbefales det ikke for muslimer at faste. Dagen markeres med en særlig bøn i moskeen, og de almisser, der er indsamlet i løbet af ramadanen (zakat al Fitr) fordeles senest denne dag inden bønnen. Der gives ofte gaver denne dag, hvorfor mange drager en parallel mellem den muslimske Eid ul-Fitr og julen.
Da det islamiske kalendersystem er en månekalender, forskydes denne dag med 10-12 dage hvert år, sammenlignet med den gregorianske kalender.

## Gregorianske datoer
Det følgende er gregorianske datoer for Eid-ul-Fitr siden år 2000:
- 8. januar 2000
- 27. december 2000
- 16. december 2001
- 6. december 2002
- 25. november 2003
- 14. november 2004
- 3. november 2005
- 24. oktober 2006
- 13. oktober 2007
- 1. oktober 2008
- 20. september 2009
- 10. september 2010
- 30. august 2011
- 19. august 2012
- 8. august 2013
- 28. juli 2014
- 17. juli 2015
- 6. juli 2016
- 25. juni 2017
- 15. juni 2018
- 5. juni 2019
- 24. maj 2020
- 13. maj 2021
- 2. maj 2022
- 21. april 2023
- 10. april 2024
- 30. marts 2025
- 20. marts 2026 (forventet, kan variere med en dag afhængig af hvornår nymånen observeres)